# 张重 (明朝)
張重（1510年—？），字汝任，順天府昌平州順義縣人，官籍，明朝政治人物。

## 生平
嘉靖十九年（1540年）庚子科順天府鄉試第三名舉人。嘉靖二十年（1541年）中式辛丑科會試第一百一十四名，登第三甲第七十名進士。嘉靖二十一年（1542年）任南直隸嘉定县知县。

## 家族
曾祖張欽，指揮僉事；祖父張瑀，指揮僉事；父張緒，義官。前母趙氏；前母郭氏；母宋氏。具庆下。